# Recuento de folículos antrales
El recuento de folículos antrales (en inglés: Antral Follicle Count AFC), es una prueba que permite evaluar la Reserva ovárica de la mujer realizando un conteo del número de folículos ováricos que presentan el antro folicular (folículos antrales) que miden entre 0.5 y 10 mm, presentes en sus ovarios. Se realiza mediante una ecografía transvaginal, por lo que es un método no invasivo e indoloro. Se realiza antes de la ovulación, durante la fase de desarrollo folicular, se realicza entre el día 2 y 5 del ciclo. El AFC es esencial para evaluar la fertilidad de las mujeres y se recurre a ella de forma frecuente en técnicas de reproducción asistida. 

## Folículo antral o terciario
Durante la formación del folículo ovárico (o foliculogénesis), el proceso completo dura dos meses y medio, es decir, los óvulos que se liberan en cada ciclo comienzan a madurar mucho antes de que se produzca la ovulación. 
La primera estructura que se forma es el folículo primordial, luego progresa al folículo primario. Posteriormente se transformará en folículo secundario. A continuación, aparece una cavidad o antrum llena de líquido folicular que queda rodeada por las células de la granulosa, este es el folículo terciario también llamado folículo antral. 

## Interpretación de resultados AFC
El recuento de folículos antrales (AFC) se realiza mediante ecografía. Los ultrasonidos permiten visualizar estos folículos a partir de 1-2 mm y, para poder visualizarlos, la prueba se debe realizar en la fase folicular temprana. El resultado permite hacer una estimación de la reserva ovárica, aunque esta información se debe complementar con los niveles de la hormona antimülleriana (AMH) en sangre, cuyo valor debe estar entre 1 y 3 ng/ml. Esta hormona está relacionada con la cantidad de folículos primordiales, de forma que con la edad sus valores se reducen. 
Según los valores obtenidos en el recuento de folículos antrales se puede estimar la reserva ovárica: 
- Si AFC > 24 la reserva ovárica es muy alta y suele estar asociado al Síndrome de ovario poliquístico si se acompaña de hiperandrogenismo o anovulación/oligoovulación (más de 12 folículos ya es criterio de ovario poliquístico). 
- Si AFC > 14 la reserva ovárica es alta. 
- Si AFC 8-14 la reserva ovárica es normal.
- Si AFC 4-7 la reserva ovárica es subóptima. 
- Si AFC < 4 la reserva ovárica es baja o muy baja e incrementa el riesgo de menopausia en los próximos 7 años. 

## Predicción de la respuesta a la estimulación ovárica controlada
La estimulación ovárica controlada o COS (Controlled Ovarian Stimulation) consiste en la administración de FSH (Hormona foliculoestimulante) para conseguir una hiperproducción de folículos por el ovario. El COS se hace de forma previa a la Fecundación in vitro (FIV) o a la Inseminación Intrauterina (IUI), en este último caso se hará una estimulación suave para evitar que maduren más de uno o dos folículos.
El proceso se comienza cuando la mujer tiene la regla, de forma que se hace un seguimiento del desarrollo folicular mediante ecografía y cuando los folículos están maduros se administra la FSH. La hormona foliculoestimulante promueve el crecimiento con dominancia de varios folículos debido a que estos presentan receptores para esta hormona.  Al administrarla, se induce un pico de LH (Hormona luteinizante) y 36 horas después se procede a la extracción de óvulos mediante punción ovárica o se induce la ovulación en caso el caso de la inseminación artificial. 
Se ha visto que las pruebas de reserva ovárica y la medición de AMH añaden valor pronóstico a características de las pacientes, como la edad, en la predicción de la respuesta a la estimulación ovárica aplicada en tratamientos de reproducción asistida. De esta forma, si la reserva ovárica es normal la respuesta al tratamiento de estimulación controlada será normal, pero si la mujer presenta baja reserva ovárica esta respuesta puede ser subóptima.